# Travessia Itaparica-Salvador
A Travessia Itaparica-Salvador, anteriormente denominada Travessia Mar Grande-Salvador, e Travessia Baía de Todos-os-Santos, é um o evento desportivo de natação de águas abertas que ocorre nas águas da Baía de Todos os Santos, na Bahia. O percurso tem início na Ilha de Itaparica e término na praia do Porto da Barra, em Salvador, no continente, após 12 mil metros nadados.
Criada pelo jornalista Genésio Ramos, a primeira edição ocorreu em 1955. Dentre os participantes de destaque estão Lourival Quirino, Ana Marcela Cunha e Marília Barreiros. Quirino é pentacampeão da travessia (1989, 1991, 1992, 1994 e 1995). Ana Marcela é a mais jovem a vencer, aos 13 anos, em 2006. Marília Barreiros foi a primeira mulher a concluir a Travessia, em 1957. O percurso não foi sempre o mesmo, considerando que anteriormente a saída era na Praia do Duro de Mar Grande, em Vera Cruz; porém, por exemplo, na edição de 2022, a Praia da Gameleira foi o ponto da largada.

## 2014

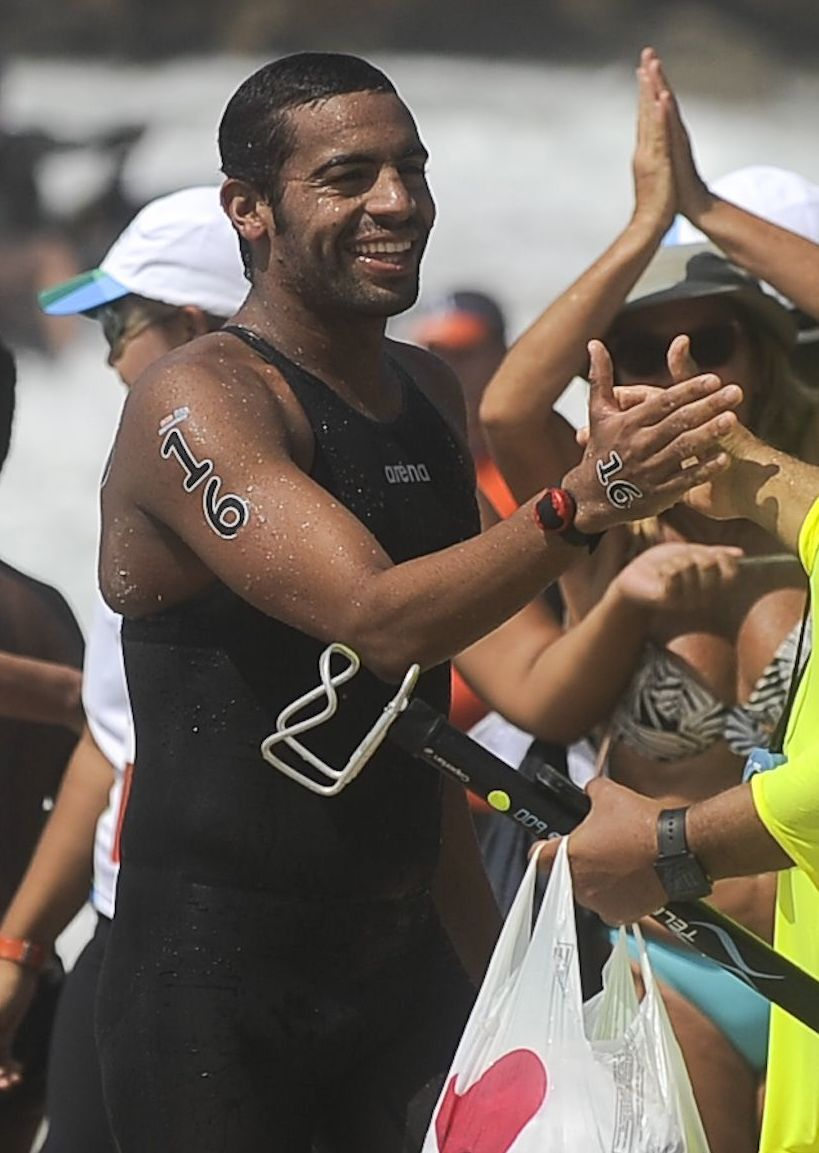
Allan do Carmo, campeão por várias vezes da competição

Em 2014 ocorreu a 51.ª edição no dia 21 de dezembro e, por motivos de patrocínio, chamada de "Travessia Powerade Mar Grande/Salvador". Foram 102 competidores na travessia adulta e 42 participantes da mini travessia (disputada em três categorias: 400 metros para a categoria mirim e 800 metros para as categorias petiz e iniciantes). O evento foi organizado pela Federação Baiana de Desportos Aquáticos (FBDA), com promoção do Grupo A TARDE e  patrocínio da Powerade, Prefeitura Municipal de Salvador, Embasa, Petrobras e Governo Federal; o apoio da TV Aratu, Vitalmed, Shopping Iguatemi, Prefeitura Municipal de Vera Cruz, Caixa Econômica Federal e Banco do Brasil; e realização da Plural Marketing e do Grupo A TARDE.
Entre os homens venceu o maratonista Allan do Carmo (pela quinta vez) quebrando o recorde anterior de 1h34min23s por Fábio Lima em 2001, após conseguir 1h34m08s. Entre as mulheres, venceu a maratonista Ana Marcela Cunha (pela sexta vez) com o terceiro melhor tempo entre todos dessa edição, com 1h43m35s.
| Pos. | Feminino              | Clube               | Tempo    | Masculino            | Clube                          | Tempo    |
| ---- | --------------------- | ------------------- | -------- | -------------------- | ------------------------------ | -------- |
| 1    | Ana Marcela           | SESI-SP             | 1h43m35s | Allan do Carmo       | ACEB                           | 1h34m8s  |
| 2    | Márcia Santos         | Salesianos/M. Cunha | 1h48m57s | Luís Rogério         | UNISANTA                       | 1h37m9s  |
| 3    | Suelly Aline Siqueira | ACEB                | 1h54m46s | Renan Barborsa       | Rhnac Fitness/Colégio São José | 1h43m37s |
| 4    | Eduarda Santos Jorge  | Salesianos/M. Cunha | 2h8m8s   | Jardiel Luquimi Neto | Iate Clube/BA                  | 1h45m28s |
| 5    | Sinara Pazos Britto   | Iate Clube/BA       | 2h10m17s | Cláudio Duarte Brito | Iate Clube/BA                  | 1h45m55s |

Pela mini travessia, Yuri Molina venceu a categoria Pré-Mirim masculino; Caio Conceição venceu a categoria Mirim 1 masculino; Celina Souza Bispo venceu a categoria Mirim 1 feminino; Melissa França venceu a categoria Mirim 2 feminino (tricampeã consecutiva); Claudine Conceição venceu a categoria Petiz 1; Ludmila Molina (irmã de Yuri Molina) venceu a categoria Petiz 2.

## 2022
A prova do ano de 2022, foi realizada no dia 10 de dezembro e teve como vencedores Viviane Jungblut, na categoria feminina, com o tempo de 1h49m43s, e Diogo Villarinho, na prova masculina, com 1h42m36s. Esta edição contou com a participação de 180 atletas e ficou marcada pelo recorde em número de estrangeiros, e também por ser a última prova disputada por Allan do Carmo em sua carreira de nadador.